# Кен (Рајна-Палатинат)
Кен (њем. Kenn) општина је у њемачкој савезној држави Рајна-Палатинат. Једно је од 103 општинска средишта округа Трир-Сарбург. Према процјени из 2010. у општини је живјело 2.561 становника. Посједује регионалну шифру (AGS) 7235060, NUTS (DEB25) и LOCODE (DE NNP) код.

## Географски и демографски подаци
Кен се налази у савезној држави Рајна-Палатинат у округу Трир-Сарбург. Општина се налази на надморској висини од 150 метара. Површина општине износи 3,9 km². У самом мјесту је, према процјени из 2010. године, живјело 2.561 становника. Просјечна густина становништва износи 660 становника/km².